# Model de valoració d'actius financers
En finances, el model de valoració d'actius financers (en anglès Capital asset pricing model (CAPM)) és un model utilitzat per calcular la rendibilitat que un inversor ha d'exigir al realitzar una inversió en un actiu financer, en funció del risc que està assumint. Va ser introduït per Jack L. Treynor, William Sharpe, John Lintner i Jan Mossin de forma independent, basat en treballs anteriors de Harry Markowitz sobre la diversificació i la teoria moderna de carteres. Sharpe, professor de la Universitat Stanford va rebre el Premi Nobel d'Economia (juntament amb Harry Markowitz i Merton Miller, professor de la Booth School of Business de la Universitat de Chicago) per la seva contribució al camp de l'economia financera.

## Fórmula
El CAPM és un model per calcular el preu d'un actiu o una cartera d'inversions. Per actius individuals, es fa ús de la recta security market line (SML)  la qual simbolitza el retorn esperat de tots els actius d'un mercat com a funció del risc no diversificable i la seva relació amb el retorn esperat i el risc sistemàtic (beta), per mostrar com el mercat ha d'estimar el preu d'un actiu individual amb relació a la classe a la qual pertany.
La línia SML permet calcular la proporció de recompensa-risc per a qualsevol actiu en relació amb el mercat general.
La relació d'equilibri que descriu el CAPM és:
{\displaystyle E(r_{i})=R_{f}+\ beta_{im}(E(R_{M})-R_{f})\,}
On
- {\displaystyle E(r_{i})} és la taxa de rendiment esperada de capital sobre l'actiu {\displaystyle i}.
- {\displaystyle \ beta_{im}} és el beta (quantitat de risc pel que fa a la cartera de mercat), o també
- {\displaystyle \ beta_{im}=\ frac{Cov(r_{i},R_{M})}{Var(R_{M})}\,}, i
- {\displaystyle (\,E(R_{M})-R_{f}\,)} és la prima de risc de mercat, és a dir, la rendibilitat addicional que exigeixen els inversors per invertir en actius amb risc, enfront de la alternativa d'invertir en actius sense risc.
- {\displaystyle (R_{M})} Rendiment de mercat.
- {\displaystyle (R_{f})} Rendiment d'un actiu lliure de risc: habitualment s'utilitza la rendibilitat d'un bo amb un venciment similar a la vida de l'actiu financer que es vol valorar.

És important tenir present que es tracta d'un beta no apalancat, és a dir que se suposa que una empresa no té deute en la seva estructura de capital, per tant no s'incorpora el risc financer, i en cas de voler incorporar-lo, hem de determinar un beta apalancat; per tant el rendiment esperat serà més alt.

## Preu d'un actiu
Una vegada que el retorn esperat, {\displaystyle E(R_{i})}, és calculat utilitzant CAPM, els futurs fluxos de caixa que produirà aquest actiu poden ser descomptats al seu valor actual net utilitzant aquesta taxa, per poder així determinar el preu adequat de l'actiu o valor del títol.
En teoria, un actiu és apreciat correctament quan el seu preu observat és igual al valor calculat utilitzant CAPM. Si el preu és major que la valoració obtinguda, l'actiu està sobrevalorat, i si és menor, infravalorat.

## Retorn requerit per a un actiu específic
CAPM calcula la taxa de retorn apropiada i requerida per descomptar els fluxos d'efectiu futurs que produirà un actiu, donada l'apreciació de risc que té aquest actiu. Una beta més gran que 1 indica que l'actiu té un risc major a la mitjana de tot el mercat; una beta per sota d'1 indica un risc menor. Per tant, un actiu amb un beta alt ha de ser descomptat a una major taxa, com a mitjà per recompensar l'inversor per assumir el risc que implica l'actiu. Això es basa en el principi que diu que els inversors, quan més arriscada és una inversió, majors han de ser els retorns.
Ja que el beta reflecteix la sensibilitat específica al risc no diversificable de mercat, el mercat, com un tot, té un beta de 1. Ja que és impossible calcular el retorn esperat de tot el mercat, usualment s'utilitzen índexs, com ara el S&P 500 o el Dow Jones.

## Risc i diversificació
El risc dins d'una cartera inclou el risc sistemàtic, conegut també com a risc no diversificable. Aquest risc es refereix al risc a què estan exposats tots els actius en un mercat. Per contra, el risc diversificable és aquell intrínsec a cada actiu individual. El risc diversificable es pot disminuir afegint actius a la cartera que es compensin els uns amb als altres, és a dir diversificant la cartera. No obstant això, el risc sistemàtic no pot ser disminuït.
Per tant, un inversor racional no hauria de prendre cap risc que sigui diversificable, doncs solament el risc no diversificable és recompensat en l'abast d'aquest model. Per tant, la taxa de retorn requerida per a un determinat actiu, ha d'estar vinculada amb la contribució que fa aquest actiu al risc general d'una determinada cartera.